# Litere de tipar

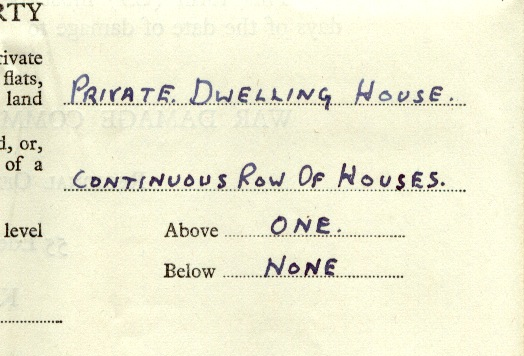
Detaliu al unui formular completat cu litere de tipar scrise cu mâna

Literele de tipar (cunoscute și sub numele de scris de tipar sau litere bloc) sunt un stil de scriere alfabetul latin fără serife, în care literele sunt scrise ca glife separate, fără a adera una la cealaltă. În țările vorbitoare de limbă engleză, copiii sunt deseori învățați mai întâi să scrie cu litere de tipar, iar mai târziu învățați scrisul cursiv (cu litere împreunate). În unele state germane, copiii încep să scrie cu litere de tipar în clasa I și învață scrierea cursivă din clasa a doua. În alte state germane și alte țări (de exemplu Republica Dominicană, Polonia, Italia, Austria, Franța, România etc.) scrierea cursivă se învață din clasa I.   
În formularele oficiale, uneori se solicită să „scrieți cu majuscule” sau „scrieți cu litere de tipar”. Acest lucru se datorează faptului că scrierea de mână este mai greu de citit, iar glifele sunt unite astfel încât acestea nu se încadrează perfect în căsuțe separate. 
Denumirea de litere de tipar poate fi de asemenea folosită ca un sinonim al majusculelor, cuvânt care înseamnă scrierea cu litere capitale sau cu capităluțe, imitând prin scrierea de mână felul în care literele apar atunci când sunt tipărite.  